# 佐野尚美
佐野 尚美（さの なおみ、1月22日 - ）は、日本の声優、舞台女優。大阪府出身。アーツビジョン所属。

## 略歴
日本ナレーション演技研究所出身。

## 人物
趣味・特技にはピアノ・編み物・読書・音楽鑑賞・カラオケを挙げている。
方言は関西弁。

## 出演

### テレビアニメ
- クレヨンしんちゃん（2017年 - 2018年、パン屋さん、女子大生B）
- 忍たま乱太郎（2018年 - 2019年、女性、女中、くの一）
- パズドラ（2019年、少年）
- 名探偵コナン（2019年 - 2021年、船内アナウンス、人質役の女優、飼い主）
- おじゃる丸（2021年、しゅうぺいの母、女子高生）
- SPY×FAMILY（2022年、アナウンサー）
- 異世界のんびり農家（2023年、鬼人族のメイド）

### 劇場アニメ
- 魔法少女リリカルなのは Reflection / Detonation（2017年 - 2018年、月村春菜、女性局員） - 2部作
- ブルーサーマル（2022年、看護師[3]）
- デジモンアドベンチャー02 THE BEGINNING（2023年、ルイの友達）

### Webアニメ
- SUPER SHIRO（2019年 - 2020年）
- バキ（2020年、観客）

### ゲーム
2014年
- 封印勇者!マイン島と空の迷宮（レイニー、アルナ、キュウ、シャッポ）

2015年
- 戦国闘檄〜バーニングスピリッツ〜
- 姫王と最後の騎士団
- 不思議のクロニクル 振リ返リマセン勝ツマデハ（メアル）
- 憂世ノ志士・憂世ノ浪士

2016年
- Heaven×Inferno（アドナキエル、サーメク、シェミハザ）

2017年
- ニューダンガンロンパV3 みんなのコロシアイ新学期
- ロストキングダム（リリア・スカルモルド）

### デジタルコミック
- オメガのおれの嘘つきくすり指（2023年、ロン毛の大学生、スマートスピーカー、洗濯機、街頭テレビ1）[5]

### 吹き替え

#### テレビドラマ
- ロスト・ボーイズ（ヴィヴ）

### テレビ番組
- AG学園 あに☆ぶん（春日野いちご）

### テレビCM
- ジョジョのピタパタポップ（TVCMナレーション）

### ナレーション
- 杉ちゃんが行く!ワールドカップ特別編
- 丸山茂樹の世界
- みんなのニュース[2]
- 山﨑康晃（横浜DeNAベイスターズ）ファンミーティング Team Yasuaki 2019 特別版
- WAKUWAKU FOOTBALL

### ラジオCM
- NACK5 埼玉りそな銀行

### 舞台
- WALKING IN THE SKY
- 解体OK
- CUSTOMIZE
- かるてっと
- 局笑法度 新選組!
- 蜘蛛の巣
- クリスマスの輝石たち
- Juliet
- どうぶつLINE
- Brink!
- 曼荼羅中毒!!

### その他コンテンツ
- Jetrunテクノロジ「STEER AI(スティア・エーアイ)®」
- ベネッセ こどもちゃれんじ